# Brenna Huckaby
Pour les articles homonymes, voir Huckaby.
Brenna Huckaby, née le 22 janvier 1996, est une snowboardeuse américaine.

## Biographie
Elle est amputée de la jambe droite en dessous du genou à la suite d'un ostéosarcome, un cancer des os. Elle subit ensuite neuf mois de chimiothérapie.

## Palmarès

### Jeux olympiques d'hiver
| Épreuve / Édition   | Cross  | Banked slalom |
| ------------------- | ------ | ------------- |
| JP 2018 Pyeongchang | Or     | Or            |
| JP 2022 Pékin       | Bronze |               |

Légende :

 : première place, médaille d'or
 : deuxième place, médaille d'argent
 : troisième place, médaille de bronze
 : pas d'épreuve
- Jeux olympiques d'hiver de 2018
  -  Médaille d'or en Snowboard Cross
  -  Médaille d'or en Snowboard Cross